# Accumoli
Accumoli és una localitat italiana de la província de Rieti, regió del Laci, amb 667 habitants. Fins al 1927, va ser part de la província de L'Aquila als Abruços i, des de 1263 fins a 1861, per uns 600 anys, va ser una part integral del Regne de les Dues Sicílies de la província dels Abruços Ultra II, al districte de Cittaducale, amb capital a L'Aquila.

## Història
La ciutat té els seus orígens al segle xii, quan el territori de la vall del Tronto estava sota el domini dels normands i més tard del Regne de Nàpols. Cascia amenaçava la frontera extrema del regne, així que, per enfortir-lo, els governadors locals van decidir unir sota una sola ciutat els diferents pobles repartits per tota la vall del Tronto.
Terratrèmol de 2016
El 24 d'agost de 2016 va ser copejat per un terratrèmol de magnitud 6,2, amb epicentre en la mateixa Accumoli, fet que va provocar diversos morts i greus danys al centre històric.

## Evolució demogràfica[3]
| Gràfica d'evolució de Accumoli entre 1861 i 2001 |
|                                                  |
| Font ISTAT - elaboració gràfica de Wikipedia     |